# Park Ji-bin
Park Ji-bin (Hangul: 박지빈, RR: Bak Ji-bin), es un actor surcoreano.

## Biografía
Tiene una hermana mayor. Ji-bin perdió a su padre el 1 de junio de 2014 a causa de una enfermedad crónica.
Estudió en "Sangdang Elementary School" y en "Duksan Middle School". Más tarde decidió dejar de ir a la escuela secundaria y recibir su diploma de escuela secundaria a través de GED, para poder concentrarse en la actuación.
El 26 de mayo del 2016 comenzó su servicio militar obligatorio, el cual finalizó el 25 de febrero del 2017.
Es buen amigo de las actrices Kim Sae-ron y Kim Bo-ra, así como de la cantante Lee Su-hyun. También es amigo del actor Lee Hyun-woo y la actriz Go Ara.

## Carrera
Ji-bin comenzó su carrera como actor infantil en el 2001.
Desde el 2018 es miembro de la agencia "Lucky Company". Previamente formó parte de la agencia "KeyEast" hasta el 2014.
El 3 de septiembre del 2004 se unió al elenco principal de la película A Family donde dio vida a Jeong-hwan, el hermano menor de la ex-carterista Jeong-eun (Soo Ae).
El 23 de marzo del 2006 se unió al elenco de la película Almost Love donde interpretó a Ji-hwan de joven, quien sueña con convertirse en el próximo Jackie Chan y el amigo de la infancia de Dal-rae (Jung Min-ah).
En abril del 2007 se unió al elenco recurrente de la serie My Husband's Woman (también conocida como "My Man's Woman") donde dio vida a Hong Kyung-min, el hijo de Kim Ji-soo (Bae Jong-ok) y Hong Joon-pyo (Kim Sang-joong).
En enero del 2009 se unió al elenco recurrente de la popular serie surcoreana Boys Over Flowers, donde interpretó a Geum Kang-san, el hermano menor de Geum Jan-di (Koo Hye-sun).
Ese mismo mes se unió al elenco recurrente de la serie Empress Cheonchu (también conocida como "The Iron Empress"), donde dio vida al 7.º emperador e hijo de la emperatriz Cheonchu (Chae Shi-ra).
En el 2012, se unió al elenco de la serie May Queen, donde interpretó al vivaz y energético Kang San de joven, papel interpretado por el actor Kim Jaewon de adulto.
En septiembre del 2013 se unió al elenco recurrente de la serie The Suspicious Housekeeper, donde dio vida a Shin Woo-jae, un estudiante y el amigo de Eun Han-kyul (Kim So-hyun), de quien está enamorado.
El 27 de mayo del 2015 se unió al elenco principal de la película Hello, Brother, donde interpretó a Jang Han-yi, el hermano menor de Han-byeol (Seo Dae-han), quien es diagnosticado con cáncer.
El 17 de julio del 2018 se unió al elenco principal de la serie Tofu Personified, donde dio vida a Tofu, quien solía ser el perro de Baek Min-kyung (Kim Jin-kyung), pero que luego se transforma en Baek Doo-doo, un atractivo ser humano, hasta el final de la serie el 4 de septiembre del mismo año.
En octubre del mismo año se unió al elenco recurrente de la serie Bad Papa, donde interpretó a Jung Chan-joong, el explosivo y peligroso CEO de "Shingu Pharmaceutical", un joven hombre que disfruta los riesgos y que solo busca sus propios intereses, haciendo cualquier cosa para lograr su objetivo.
El 20 de marzo del 2019 se unió apareció como personaje invitado en la serie Big Issue, donde dio vida al actor Baek Eun-ho, hasta el 21 de marzo del mismo año.

## Filmografía

### Series de televisión
| Año  | Título                           | Personaje                              | Notas         |
| ---- | -------------------------------- | -------------------------------------- | ------------- |
| -    | Banjun Drama                     |                                        |               |
| 2003 | Perfect Love                     | Park Jun-seo                           |               |
| 2004 | 4명의 웬수들                     | 3er. Hermano                           |               |
| 2005 | Drama City - "Goblins Are Alive" | Do Ga-bi                               |               |
| 2005 | Golden Apple                     | Kyung-min (de joven)                   |               |
| 2007 | My Husband's Woman               | Hong Kyung-min                         |               |
| 2007 | Yi San                           | Príncipe Yi San (de joven)             |               |
| 2009 | Empress Cheonchu                 | Wang Song / Príncipe Gae Ryeong        |               |
| 2009 | Boys Over Flowers                | Geum Kang-san                          |               |
| 2009 | Queen Seondeok                   | Bi-dam (de joven)                      |               |
| 2010 | Stars Falling from the Sky       | Jin Joo-hwang                          |               |
| 2012 | May Queen                        | Kang San (de joven)                    |               |
| 2013 | Incarnation of Money             | Lee Cha-don / Lee Kang-seok (de joven) |               |
| 2013 | The Suspicious Housekeeper       | Shin Woo-jae                           |               |
| 2018 | Tofu Personified                 | Baek Doo-boo, "Tofu"                   | 8 episodios   |
| 2018 | Bad Papa                         | Jung Chan-joong                        |               |
| 2019 | Big Issue                        | Baek Eun-ho                            | 4 episodios   |
| 2021 | Inspector Koo                    | Heo Hyun-tae                           |               |
| 2022 | The Killer's Shopping List       | Saeng-sun                              | [ 15 ]        |
| 2022 | Bloody Heart                     | Lee Tae (de joven)                     |               |
| 2022 | Blind                            | Jung In-seong                          |               |
| 2024 | Una tienda para asesinos         | Bae Jeong-min                          | [ 16 ] [ 17 ] |

### Películas
| Año  | Título                                | Personaje          | Notas                                                                                                  | Ref.   |
| ---- | ------------------------------------- | ------------------ | --- | ------ |
| 2004 | A Family                              | Jeong-hwan         | junto a Soo Ae, Joo Hyun, Park Hee-soon y Uhm Tae-woong                                                |        |
| 2005 | Hello, Brother                        | Jang Han-yi        | junto a Bae Jong-ok, Park Won-sang, Seo Dae-han, Choi Woo-hyuk y Jeon Hye-jin                          |        |
| 2006 | Almost Love                           | Ji-hwan (de joven) | junto a Jung Min-ah, Kim Ha-neul, Kwon Sang-woo, Lee Sang-woo y Jung Gyu-soo                           |        |
| 2006 | Ice Bar                               | Young-rae          | junto a Shin Ae-ra, Hahm Eun-jung, Jin Goo, Kim Ja-young, Lee Joon-hee y Kang Sung-hae                 |        |
| 2010 | Villain and Widow                     | -                  | junto a Han Suk-kyu, Kim Hye-soo, Choi Daniel, Shin Dong-ho, Kim Ki-chun, Lee Jang-woo y Park Won-sang |        |
| 2011 | Miracle (Bicycle Looking for a Whale) | Eun-chul           | junto a Lee Moon-sik, Lee Seul-gi, Lee Chae-young y Choi Sung-min                                      | [ 18 ] |
| 2012 | Children of Heaven                    | Jung-hoon          | junto a Yoo Da-in, Kim Bo-ra y Hong Ye-eun                                                             |        |
| 2019 | Spring Again                          | -                  | junto a Lee Chung-ah, Hong Jong-hyun, Kim Joo Ryung, Park Kyung-hye, Lee Hye-ran y Oh Hyun-joong       | [ 19 ] |

### Programas de variedades
| Año  | Título                                          | Notas                          |
| ---- | ----------------------------------------------- | ------------------------------ |
| 2012 | Radio Star: "Child Star Special"                | (ep. #253) - invitado          |
| 2014 | Real Mate in Saipan, Lee Hyun Woo & Park Ji Bin | miembro - junto a Lee Hyun-woo |
| 2019 | Everyone's Kitchen                              | (ep. #9) - invitado            |

### Teatro
| Año  | Obra  | Notas     |
| ---- | ----- | --------- |
| 2001 | Tommy | (musical) |

### Revistas / sesiones fotográficas
| Año        | Título            | Notas  |
| ---------- | ----------------- | ------ |
| 2018, 2021 | International BNT | [ 21 ] |
| -          | Dazed Magazine    |        |

## Premios y nominaciones
| Año  | Premio                    | Categoría                                            | Trabajo                          | Resultado |
| ---- | ------------------------- | ---------------------------------------------------- | -------------------------------- | --------- |
| 2003 | SBS Drama Award           | Best Young Actor                                     | Perfect Love                     | Ganó      |
| 2005 | 1st New Montreal FilmFest | Best Actor                                           | Hello, Brother                   | Ganó      |
| 2005 | 42nd Grand Bell Award     | Best New Actor                                       | Hello, Brother                   | Nominado  |
| 2005 | KBS Drama Award           | Best Young Actor                                     | Golden Apple & Goblins Are Alive | Ganó      |
| 2007 | MBC Drama Award           | Best Young Actor                                     | Yi San                           | Ganó      |
| 2009 | KBS Drama Award           | Best Young Actor                                     | Boys Over Flowers                | Nominado  |
| 2012 | MBC Drama Award           | Best Young Actor                                     | May Queen                        | Nominado  |
| 2018 | MBC Drama Award           | Best Supporting Actor in a Monday-Tuesday Miniseries | Bad Papa                         | Nominado  |